# Muscolo sternotiroideo
Il muscolo sternotiroideo è un muscolo del collo, pari e simmetrico, appartenente al gruppo dei muscoli sottoioidei.
Il muscolo è innervato dall'ansa cervicale dei primi tre nervi cervicali e, se contratto, abbassa la cartilagine tiroidea e partecipa all'abbassamento della laringe e dell'osso ioide.

## Anatomia
Si trova al di sotto del muscolo sternoioideo, postero-medialmente al ventre superiore del muscolo omoioideo, continua rostralmente con il muscolo tiroioideo.
Origina dalla faccia interna dello sterno e dalla prima cartilagine costale e si dirige in alto e lateralmente per inserirsi sulla linea obliqua della faccia laterale della cartilagine tiroidea.